# Rosemarie Weiß-Scherberger
Rosemarie Weiß-Scherberger (Friburgo in Brisgovia, 19 luglio 1935 – 20 luglio 2016) è stata una schermitrice tedesca, vincitrice di una medaglia di bronzo nella scherma ai giochi olimpici.